# Fyrtuni
Fyrtuni (bułg. Фъртуни) – wieś w środkowej Bułgarii, w obwodzie Gabrowo, w gminie Trjawna. Obecnie wieś jest wyludniona.